# Клименецкий монастырь

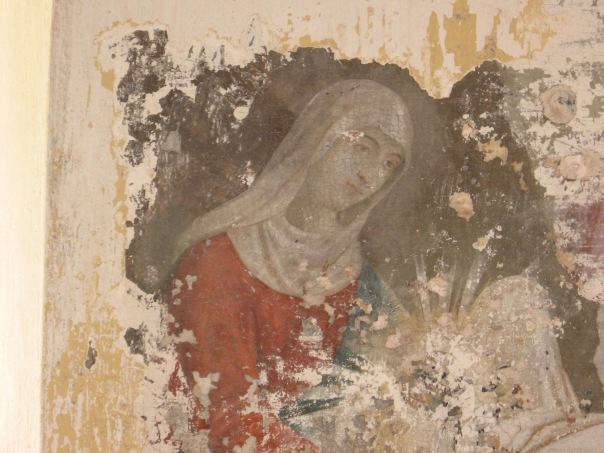
Фреска Клименецкого монастыря

Климени́цкий (Климецкий, Клименецкий) Свято-Тро́ицкий монасты́рь — возрождающийся православный монастырь, находящийся на Большом Климецком острове (Медвежьегорский район Республика Карелия).

## Название
Была известна также как монастырь Клименцы или Ионы Климецкого.

## История
До основания монастыря на острове существовала православная Нятина пустынь.
Основан в 1520 году карельским святым Ионой (сыном новгородского посадника Иваном Климентьевым). При нём были возведены деревянные Никольский и Троицкий храмы. Сам Иона не принял поста настоятеля, оставшись простым монахом. Умер в 1534 году, похоронен у стен храма во имя святителя Николая.
В 1613—1614 году монастырь пострадал от набега шведов.
До 1664 года настоятельство было игуменским, после — строительским.
В 1709 году сгорел Никольский храм. В 1712 году был заново отстроен Троицкий храм. В 1714 году возведена Сретенская церковь (перестроена в 1843 году и освящена во имя святителя и чудотворца Николая). На средства императрицы Елизаветы была построена каменная церковь во имя святых праведных Захария и Елизаветы (вновь освящена после ремонта в 1840 году). В этой церкви находилась гробница Ионы Клименецкого.
С 1764 года — заштатный монастырь, в 1769 году упразднён. В марте 1772 года церкви монастыря переданы в ведение Сенногубского прихода.
В 1833 году монастырь восстановлен первым епископом Олонецким и Петрозаводским Игнатием в подчинении управляющего Олонецким архиерейским домом Ионы. Игнатий пожертвовал часть своего имущества в монастырь, написал очерк по истории монастыря.
По проекту и под руководством олонецкого губернского архитектора Василия Тухтарова в 1853 году были проведены работы по восстановлению зданий монастыря.
23 апреля 1860 года монастырь получил самостоятельность.
В 1876 году при монастыре открыта спасательная станция, которую возглавлял настоятель.
В 1884 году монастырь посетил великий князь Владимир Александрович.
Монастырь был одним из мест паломничества богомольцев из Петрозаводска.
В 1901 году по инициативе благочинного, архимандрита Варнавы (Накропина) была открыта школа грамоты, в 1902 году преобразованная в церковно-приходскую школу. В 1903 году её покровителем стал великий князь Константин Константинович.
5 апреля 1902 года обитель пострадала от пожара.
В 1905 году в монастыре была освящена деревянная церковь во имя преподобного Ионы Клименецкого.
В 1906 году монастырь преобразован в женский. В Первую мировую войну монахини монастыря сотрудничали с Общероссийским союзом помощи больным и раненым воинам.
Страховая опись 1913 года включала 27 строений на территории монастыря — храм Захария и Елизаветы, колокольню, церковь Ионы Клименецкого, четырёхугольную часовню, башню-келья в юго-восточном углу ограды, новый двухэтажный братский корпус на каменном фундаменте, двухэтажный малый братский корпус, деревянную трапезную, домик-келью, погреб-яму, ледник.
В 1920 году монастырь был закрыт и осквернён: его здания были переданы местному совхозу, позднее для мастерских дома инвалидов, пионерскому лагерю. Колокольня монастыря домом инвалидов была оборудована в силосную башню.
В 2015 году был создан приход храма праведных Захарии и Елисаветы Клименецкого монастыря.
Настоятелем стал игумен Александр (Марченко), в прошлом наместник (с 2011 года игумен) Кемского Благовещенского мужского монастыря во имя новомучеников и исповедников Церкви Русской с 2000 по 2015 год. В мае 2016 года первые монахи возвратились в возрождающийся Клименецкий монастырь и начали строительно-восстановительные работы. Для организации подворья монастыря митрополит Петрозаводский и Карельский Константин (Горянов) передал дом, в котором жил митрополит Мануил (Павлов).
3 сентября 2017 года митрополит Константин освятил построенный на старом фундаменте храм во имя святителя Николая Чудотворца.
Единственной сохранившейся исторической постройкой монастыря является церковь праведников Захарии и Елисаветы XVIII века, находящаяся на 2019 год в аварийном состоянии. К концу 2020 года планируется её восстановление.

## Список настоятелей
игумены:
- Прохор (1520)
- Иона (1520—1534)
- Дионисий (около 1540)
- Кирилл (1547)
- Прохор (1565)
- Мисаил (1568)
- Тихон (1582—1583)
- Филипп (около 1590)
- Иона (1591)
- Варсонофий (1593—1596)
- Герман (1599)
- Киприан (1600—1611)
- Геннадий (1611—1612)
- Акакий (1615)
- Арсений (1617—1628)
- Герасим (1628—1632)
- Аркадий (1632—1638)
- Варлаам I (1639—1642)
- Иоасаф I (1643—1647)
- Игнатий (1648)
- Илия I (Лопарёв) (1649—1660)
- Гедеон (1661—1664)

строители:
- Иоасаф II (1664—1675)
- Илия II (1676)
- Феодосий (1677—1688)
- Филипп (1682)
- Сергий (1689)
- Варлаам II (1690—1694)
- Александр (1695—1707)
- Илия III (1707—1725)
- Корнилий (1727—1748)
- Феодор (Козьмин), священник
- Пафнутий (1765)
- Иоасаф III (1756—1762)
- Пафнутий (1765—1769)
- Адриан (1846‑1854)
- Владимир (1854)
- Ираклий (с 1854 по 1875), игумен с 1865 г.
- Самуил (1890-е гг.)
- Иероним (1890-е гг.)
- Варнава (Накропин), игумен (1899—1905)
- Симеон (1905—1906)
- Христина (1907—1909)
- Евгения (1909—1913)
- Маркелина (1913—1915)
- Маргарита (1916—1918)[17]